# Ōu-Gebirge
Das Ōu-Gebirge (jap. 奥羽山脈, Ōu-sanmyaku) ist ein Gebirgszug in Japan in der Tōhoku-Region auf Honshū.
Der Gebirgszug ist mit 500 km der längste in Japan. Er fängt auf der Natsudomari-Halbinsel im Norden in der Präfektur Aomori an, verläuft dann als Grenze zwischen den Präfekturen Akita und Iwate sowie Yamagata und Miyagi, bis zu den Nasu-Vulkanen im Süden der Präfektur Fukushima. Trotz seiner Länge ist der Gebirgszug nur 35 km breit. Der höchste Punkt ist der Berg Iwate mit 2038 m.

## Name
Das Gebirge bildete die Grenze zwischen den ehemaligen Provinzen Ōshū (奥州) und Ushū (羽州), aus deren Namen der des Gebirges abgeleitet wurde.

## Geologie
Das Gebirge begann sich im Pliozän zu formen. Es liegt über der Mitte des inneren Bogens des nordostjapanischen Bogens. Dies ist das Ergebnis der Subduktion der Pazifischen Platte unter die Nordamerikanische Platte. Eine Kette von Vulkanen, die sich im Quartär bildeten, formen die vulkanische Front.